# Tres Hombres (voilier)
Pour l'album des ZZ Top, voir Tres Hombres.
Le Tres Hombres est un brick-goélette néerlandais relancé en 2009 sur la base d'un démineur allemand de 1943. 
Il est exploité par la société néerlandaise Fairtransport Shipping & Trading comme navire de transport de fret à voile et navire-école.

## Histoire
La coque du Tres Hombres est de construction allemande, elle date de la seconde guerre mondiale. Elle fut construite en 1943-44 par le chantier Burmester à Świnoujście en Pologne et fait partie de la série des Kriegsfischkutter (KFK). On retrouve sa trace comme chasseur de mine en Norvège puis comme navire de pêche en Allemagne (sous le nom de Seeadler) ou encore comme navire à passager entre l'Irlande et l'île d'Arran.
En 1986 le navire est remorqué à Delft aux Pays-Bas où sa rénovation et sa conversion en yacht sont entamés mais restent inachevées.
Le Tres Hombres prend sa forme actuelle à Den Helder (Pays-Bas), à la suite de son achat et de sa rénovation par trois jeunes passionnés ; Arjen van der Veen, Jorne Langelaan et Andreas Lackner. La rénovation a lieu entre 2007 et 2009 et implique de nombreux volontaires. C'est à cette période que le navire est converti en voilier, qu'il se sépare de son moteur et se transforme en navire de charge.
Le voyage inaugural a lieu en 2009 et prend pour destination la conférence de Copenhague sur le climat (COP 15).

## Construction et Gréement
Le Tres Hombres est bâti sur la base d'une coque de guerre de la série des Kriegsfischkutter (KFK). Les bordées et le pont sont en bois de pin calfaté et boulonné sur une structure en acier. Dans le même ordre d'idées, les deux mats principaux et le beaupré sont en acier avec extensions et vergues en bois. Les deux ancres à Jas sont manœuvrées à la main à l'aide de palans et d'un guindeau à brimbales.
Le Tres Hombres ne dispose pas de moteur et navigue donc uniquement à la voile.
Le gréement est de type brick-goélette et porte douze voiles pour une surface de 315 m2. Il peut en porter jusqu’à dix-neuf lors des grandes traversées sur la route des alizées.

## Activité
Depuis 2009, Tres Hombres est affecté au transport de marchandises (capacité de 35 t) par la société néerlandaise « Fairtransport Shipping & Trading » qui se fait l'ambassadeur d'un transport maritime propre et réfléchi. Il dessert aussi bien la côte Atlantique de l'Europe que les îles canaries, le cap-vert, les Antilles, la Manche, la mer du nord ou encore la mer Baltique et transporte des produits de qualité, essentiellement issus de l'agriculture biologique et du commerce équitable (vin, bière, rhum, café, cacao), ainsi que des cargaisons à vocation humanitaire. Il n'est pas équipé de moteur auxiliaire et navigue donc uniquement à la voile.
Tres Hombres est également affrété par la jeune compagnie maritime TransOceanic Wind Transport, notamment à l'export de vins biologiques français vers la Scandinavie. 

## Galerie photos
|  |  |  |
|  |  |  |